# شعب الآنتس

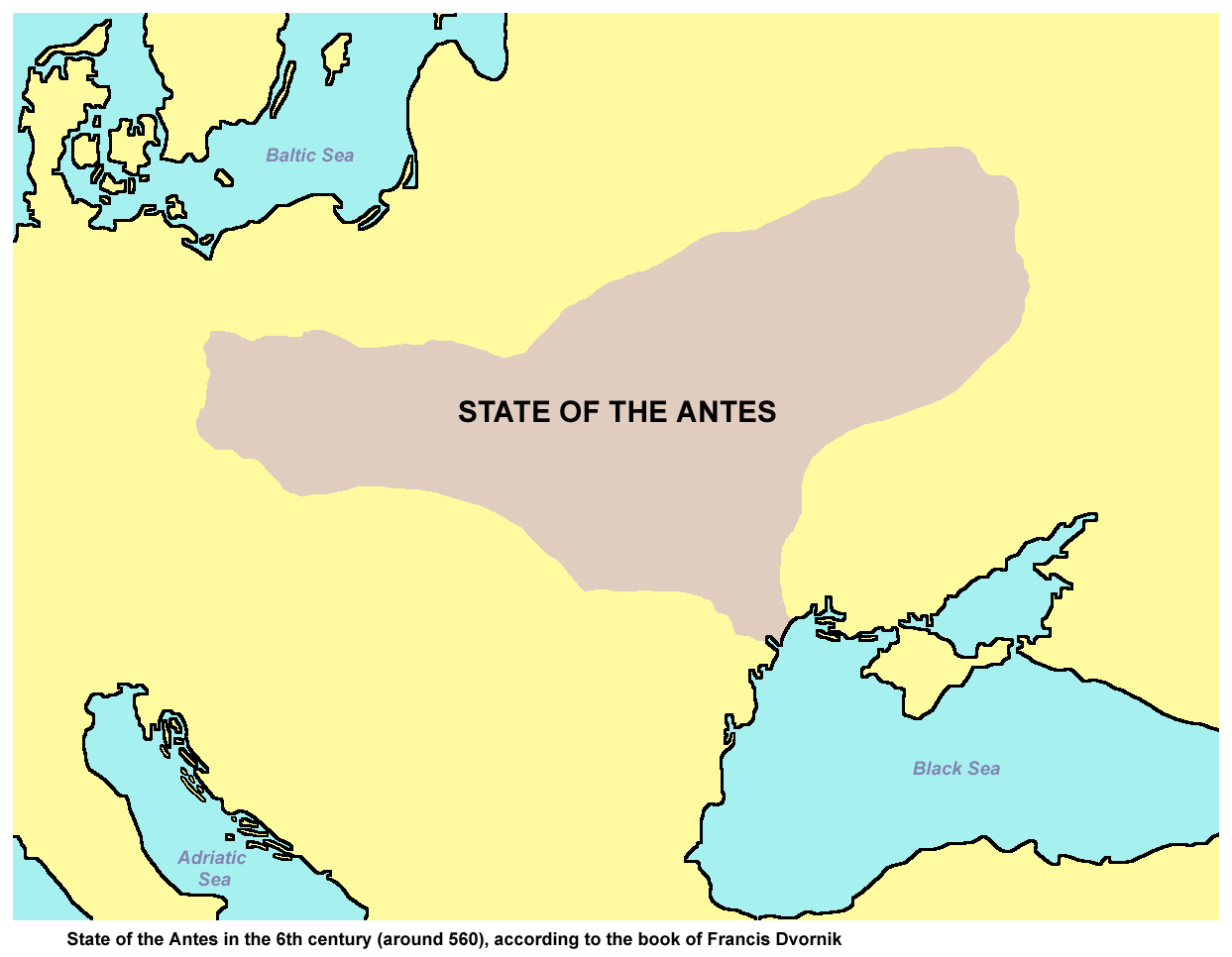
خريطة توضح تموضع الأنتس في القرن السادس (حوالي 560)، حسب كتاب فرانسيس دفورنيك.

الآنتس أو الآنتاي كيان قبلي من السلافيين الأوائل يعود إلى القرن السادس الميلادي. عاشوا على الضفاف الدنيا لنهر الدانوب، في المنطقة الشمالية الغربية من البحر الأسود (مولدوفا الحالية ووسط أوكرانيا)، وفي المناطق المحيطة بنهر الدون (وسط وجنوب روسيا). عادة ما يربط الباحثون شعب الآنتس بالبقايا الأثرية المكتشفة من حضارة بينكوفكا.
يعود الذكر الأول للآنتس في السجلات التاريخية لعام 518، لدى غزوهم أبرشية ثراسيا في وقت ما بين عامي 533 و545. بعدها بفترة وجيزة، أصبحو فيوديراتي بيزنطية وحصلوا إثر ذلك على مدفوعات بالذهب وحصن (يدعى «توريس»، وتعني باللاتينية «برج») في منطقة ما شمالي نهر الدانوب في موقع ذي أهمية إستراتيجية لمنع الخصوم البرابرة من غزو الأراضي الرومانية. شارك الجنود الآنتيون بعد ذلك بين عامي 545 و580 بالقتال في عدة حملات بيزنطية. هاجم آفار أوراسيا الآنتس في بداية القرن السابع، ما أدى إلى اختفاء المفهوم الحضاري لشعب الآنتس وأصبحوا أسلافًا للسلافيين الشرقيين والسلافيين الجنوبيين.

## التأريخ
بدأ الباحثون دراسة شعب الآنتس منذ بداية القرن الثامن عشر. تبعًا للوثائق التي تركها بروكوبيوس القيسراني (500 حوالي  – 560) ويوردانس (حوالي 551)، عدّ الآنتس إلى جانب شعب سكلافيني وفينثي على أنهم الشعوب الأصلية البروتو سلافية المكونة لأسلاف كل من الأعراق السلافية في العصور الوسطى والدول السلافية الحديثة. عدّت القبيلة، على وجه التحديد، على أنها من أسلاف شعوب الفياتيشي أو الروس (من منظور القرون الوسطى)، ومن منظور الشعوب الحالية، أسلاف للأوكرانيين وغيرهم من السلافيين الشرقيين. فضلًا عن ذلك، عدّ المؤرخون السلافيون الجنوبيون شعب الآنتس سلفًا للسلافيين الجنوبيين الشرقيين.

## التاريخ

### التاريخ المبكر
حسب المؤرخين الذين يناقشون وجود صلة وصل بين الآنتس والسارماتيين، كان الآنتس مجموعة فرعية من الآلان، الذين بسطوا سيطرتهم على منطقة البحر الأسود وشمالي القوقاز خلال الحقبة السارماتية الأخيرة. تمركز الآنتس بين نهر بروت والضفة الدنيا لنهر دنيستر بين القرنين الأول والثاني. في القرن الرابع، تحول مركز قوتهم شمالًا باتجاه نهر بوك الجنوبي. في القرنين الخامس والسادس، استوطنوا منطقة فولينيا، وبعد ذلك وسط منطقة دنيبر قرب مدينة كييف حاليًا. نظرًا لانتقالهم من السهوب المفتوحة إلى غابات السهوب، شكلوا قبائل سلافية، واستخدم اسم «آنتس» للإشارة إلى الكيان القبلي السلافو-آلاني.
أيًا كانت الأصول الدقيقة للقبيلة، يقترح كل من بروكوبيوس ويوردانس من القرن الخامس أن الآنتس من الشعوب السلافية. في وصفه لأرض سكيثيا (ضمن مخطوطة غيتيكا. 35)، يذكر يوردانس أن «شغل عرق فينيثي مساحات هائلة من الأرض. إلا أن أسمائهم الآن مشتتة بين عشائر وأماكن مختلفة، لكن يطلق عليهم بشكل رئيسي سكلافيني وآنتس». لاحقًا، في أعمال إرماناريك، الملك الأسطوري للقوط الشرقيين، كتب يوردانس أن فينيثي «لديهم الآن ثلاثة أسماء، فينثي، وآنتس، وسكلافيني» (غيتيكا. 119). أخيرًا، يذكر معركة بين الملك الآنتي بوز وخليفة إرماناريك، فينيثاريوس، بعد إخضاع الأخير من قبل الهون. بعد هزيمتهم الأولى للقوطيين، خسر الآنتس معركتهم الثانية، وصلب إثر ذلك كل من بوز و70 من قادته رفيعي المستوى (غيتيكا. 247). أخذ الباحثون روايات يوردانس على أنها أدلة ذات قيمة اسمية على أن سكلافيني (معظم الآنتس) ينحدرون من فينيدي، وهي قبيلة ذكرها مؤرخون أمثال تاسيتس، وبطليموس، وبلينيوس الأكبر منذ القرن الثاني الميلادي.
على أي حال، يعد استخدام مخطوطة غيتيكا بوصفها عملًا يقدم وصفًا دقيقًا للأعراق البشرية موضع تساؤل. مثلًا، يجادل والتر غوفارت أن غيتيكا اختلقت حكاية خرافية بالكامل حول أصل القوطيين وغيرهم من الشعوب. تجادل فلورين كورتا أيضًا أن يوردانس ليس لديه أية معرفة إثنوغرافية حول «سكيثيا»، رغم كونه قوطيًا ولد في تراقيا. استعار بكثرة من مؤرخين سابقين واصطنع علاقة تربط بين سكلافيي القرن السادس والآنتس، وفينيثي، الذين كانوا قد اختفوا منذ وقت طويل بحلول ذلك الوقت. تصاحبت تلك المفارقة التاريخية مع «تحديث لاستراتيجية السرد» حيث أعاد يوردانس رواية أحداث مضت (الحرب بين ملك القوط الشرقيين فيثيميريس والآنتس) على أنها حرب بين فينيثاريوس والقوط المعاصرين. في أية حال، لا يرد ذكر الآنتس ضمن أي مصدر من القرن الرابع، ولم يتشكل «القوط الشرقيون» حتى القرن الخامس، في حوض البلقان.
إلى جانب تأثره بمؤرخين قدماء، اتخذ نمط رواية يوردانس شكله من السجال الجدلي بينه وبين المؤرخ المعاصر بروكوبيوس. في حين ربط يوردانس السكلافيني والآنتس مع الفينيدي القدماء، ذكر بروكوبيوس أن كلاهما كان يدعى «سبوروي» (بروكوبيوس: تاريخ الحرب. السابع 14.29).

### موقعهم في القرن السادس
لا ينظر إلى يوردانس وبروكوبيوس على أنهم مصادر موثوقة تحدد موقع الآنتس بدقة كبيرة. يشير يوردانس (غينيكا. 25) أن الآنتس قطنوا «على طول خط البحر الأسود» من دنيستر إلى دنيبر. يتساءل بول إم. بارفورد فيما إذا عنى ذلك استيطانهم السهوب أو المناطق الممتدة شرقًا، إلا أن معظم المؤرخين يميزون موضع الآنتس في منطقة سهوب الغابات على الضفة الأوكرانية اليمنى. على النقيض من ذلك، يميز بروكوبيوس موضعهم وراء الضفاف الشمالية لنهر الدانوب (منطقة والاشيا) (الحروب الخامس 27.1 – 2). يظهر عدم الاتساق التاريخي امتداد الآنتس على طول سكيثيا السامارتية، عوضًا عن كونهم كيانًا قبليًا صغيرًا بعيدًا.

### القرنان السادس والسابع
حصل الاتصال الأول بين الرومان الشرقيين والآنتس في العام 518. حسب تسجيلات بروكوبيوس (الحروب السابع 40.5 – 6)، تزامنت غارات الآنتس مع ثورة الجنرال فيتاليان، ولكن الجنرال جيرمانوس اعترضها وقضى عليها. جاء تشيليبوديوس محل جيرمانوس في أوائل ثلاثينات القرن السادس، والذي قتل بعد ثلاث سنوات خلال حملة ضد السكلافينوي. مع موت تشيليبوديوس، بدا أن يوردانس غير سياسته تجاه البرابرة السلافيين من هجومية إلى دفاعية، متمثلًا ببرنامجة الكبير لتحصين الحاميات العسكرية على طول نهر الدانوب. يشير بروكوبيوس إلى أنه بين عامي 439 و540، أصبح السكلافيون والآنتس «على عداءٍ مع بعضهما وانخرطوا في العراك»، ربما حثهم على ذلك التكتيك الروماني التقليدي لمنهجية «فرّق تسد». في ذات الوقت، وظف الرومان مرتزقة من سلاح الفرسان من كلتا المجموعتين لمساندتهم في الحرب ضد القوط الشرقيين. مع ذلك، يذكر كلا بروكوبيوس ويوردانس حملات متعددة شنها الهون، والسلافيون، والبلغار، والآنتس في السنوات بين 539 و540، مشيرين إلى الاستيلاء إلى نحو 32 حصنًا و120 ألف أسير روماني. في وقت ما بين عامي 533 و545، غزا الآنتس أبرشية ثراسيا، مستعبدين عديدًا من الرومان، آخذين إياهم شمال نهر الدانوب إلى أراضي الآنتس. بالفعل، جرت عدة غزات خلال ذلك العقد الهائج شنتها عدة قبائل بربرية، من ضمنهم الآنتس.
بعدها بفترة قصيرة، أصبح الآنتس حلفاء للرومان (بعد التقرب منهم) وحصلو على مدفوعات بالذهب وحصن يدعى «توريس» في مكان ما شمال نهر الدانوب في موقع استراتيجي مهم، بغرض كبح الأعداء البرابرة من غزو الأراضي الرومانية. كان ذلك جزءًا من تشكيلة أكبر من التحالفات، من بينها التحالف مع اللومبارديين، مما رفع الضغط عن الضفة الدنيا لنهر الدانوب وسمح للقوات بالسير إلى إيطاليا. هكذا، في عام 545، قاتل الجنود الآنتيون في لوكانيا ضد القوط الشرقيين، وفي ثمانينات القرن السادس هاجموا مستوطنات السكلافينيين بناءً على طلب من الرومان. في عامي 555 و556، قاد دابراجيزاس (ذو الأصل الآنتي) الأسطول الروماني في القرم ضد مواقع فارسية.